# Universitetet i Aberdeen
Universitetet i Aberdeen (engelska: University of Aberdeen; skotsk gaeliska: Oilthigh Obar Dheathain; latin: Universitas Aberdonensis) är ett universitet i Aberdeen i Skottland, grundat 1495.

## Professurer (i urval)
- Regius Professor of Physiology
- Regius Professor of Medicine
- Regius Professor of Surgery
- Regius Professor of Botany
- Regius Professor of Anatomy

## Nobelpristagare från universitet
- George Paget Thomson, professor från 1922 till 1930 fick nobelpriset i fysik 1937.
- John Macleod, fick nobelpriset i fysiologi eller medicin 1923
- Lord Boyd Orr, fick Nobels fredspris 1949
- Frederick Soddy, professor i kemi 1914 till 1919, fick nobelpriset i kemi 1921
- Richard Laurence Millington Synge, fick nobelpriset i kemi 1952